# Кодекс Селден

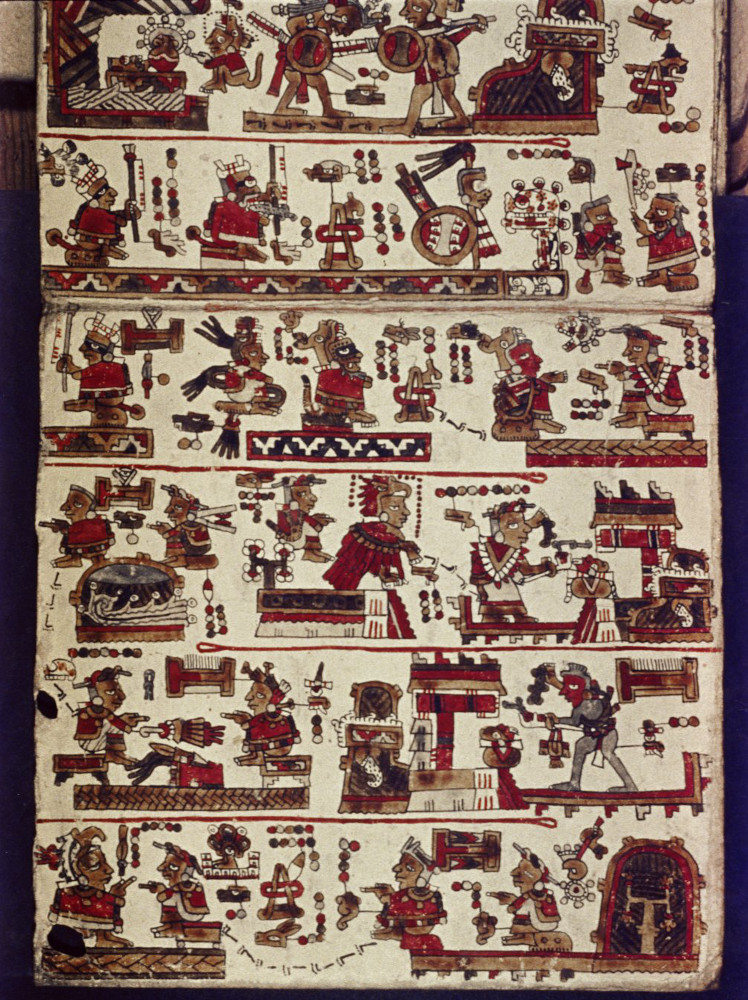
Кодекс Селден

Кодекс Селден (Codex Selden) — міштекський рукопис посткласичного періоду (до появи іспанців у Мексиці), написаний піктографічним письмом. Отримав назву на честь англійського правника Джона Селдена.

## Історія
Датою створення вважається 1554 рік, проте автори цього кодексу невідомі. На думку вченого Майкла Сміта, манускрипт було створено в Ялтепеку (Хальтепеку). Англійський вчений і правник Джон Селден (1584–1654) придбав рукопис за невідомих обставин. Після його смерті перейшов у спадок до бібліотеки Оксфордського університету (Велика Британія). 
Вперше документ опубліковано лордом Кінгсборо в 1831–1848 роках у 10-томній збірці «Старожитності Мексики». Повне факсиміле з коментарями Альфонсо Касо були надруковано у 1964 році. Кодекс свого часу був відомий під різними номерами: Селден I (Lienso de Retapa), Селден II, Селден А.2, Селден 3135 (А.2).
На початку 1950-х років висунуто гіпотезу, за якою кодекс є палімпсестом. Дослідники навіть зішкребли ділянку рукопису (стор. 11), виявивши приховані зображення. Проте вирішили далі не проводити вивчення кодексу таким згубним способом.
У 2012–2016 роках дослідникам із Бодліанської бібліотеки Оксфордського університету та двох нідерландських університетів вдалося за допомогою техніки гіперспектрального аналізу зображень просканувати документ, не пошкодивши його. Станом на 2016 рік проскановано 7 сторінок.
В результаті під шаром гессо (суміші гіпсу і крейди) на сторінках Кодексу були виявлені зображення доколумбових часів. Знайдений текст дуже різниться від інших ранніх міштекських манускриптів. Виявлена тут міштекська генеалогія, схоже, унікальна, що може бути безцінним для інтерпретацій археологічних даних з південної Мексики.

## Опис
Створено на обробленій шкірі. Основні кольори — червоний (кошеніль) та чорний (сажа). Кодекс зчитується знизу вгору, починаючи з лівої сторони. Довжина 5 м, має 20 сторінок (спочатку складався з 15 сторінок).

## Зміст
Зміст манускрипту — історія міста Ялтепек (Хальтепек або Аньуте, сучасний штат Оахака, Мексика) у X–XVI ст., його правлячу династію (є генеалогічні таблиці володарів), що належала до народу міштеків. Найбільше місця приділено життєпису Володарці 6 Мавпи, Володарю 11 Вітру, раднику 10 Ящірки, Пану 9 Трави.
Крім того, у кодексі висувається претензії на володіння містом Сауатлан.
На деяких сторінках представлені понад 20 образів людей, що сидять або стоять, дивлячись в один бік. Схожі сцени були виявлені в інших міштекських манускриптах, де володаря зображено зі своєю радою. У прихованій частині манускрипту зображені як чоловіки (йдуть із палицями та списами), так і жінки (з червоним волоссям або в головних уборах), а також символи місцевості з позначеннями річки.
Один персонаж часто повторюється. Його супроводжує піктограма — скручена мотузка і кременевий ніж. На думку дослідників, цей персонаж нагадує зображену в інших міштекських кодексах (Кодекс Бодлі і Кодекс Зуш-Неттол) людину, яка могла бути праотцемм для двох міштекських родів, чиї рештки знайшли під час розкопок у Саачилі й Теосакуалько. Втім, для підтвердження цієї версії необхідно провести подальші дослідження .